# Чикомусело (муниципалитет)
Чикомусело (исп. Chicomuselo) — муниципалитет в Мексике, штат Чьяпас, с административным центром в одноимённом посёлке. Численность населения, по данным переписи 2020 года, составила 36 785 человек.

## Общие сведения
Название Chicomuselo с языка науатль можно перевести как место семи ягуаров.
Площадь муниципалитета равна 996 км², что составляет 1,4 % от площади штата, а наиболее высоко расположенное поселение Уньон-Буэнависта, находится на высоте 1771 метр.
Он граничит с другими муниципалитетами Чьяпаса: на севере с Ла-Конкордией и Сокольтенанго, на востоке с Фронтера-Комалапой, на юге с Белья-Вистой, Сильтепеком и Ондурас-де-ла-Сьеррой, на западе с Анхель-Альбино-Корсо.

## Учреждение и состав
Муниципалитет был образован в 1915 году, по данным 2020 года в его состав входит 217 населённый пунктов, самые крупные из которых:
| Код INEGI                  | Населённый пункт                                                                       | Численность населения (2005 год) | Численность населения (2010 год) | Численность населения (2020 год) |
| -------------------------- | -------------------------------------------------------------------------------------- | -------------------------------- | -------------------------------- | -------------------------------- |
| 030                        | Всего                                                                                  | 28260                            | 31515                            | 36785                            |
| 0001                       | Чикомусело (исп. Chicomuselo) 15°44′42″ с. ш. 92°17′00″ з. д. (административный центр) | 5027                             | 5938                             | 7083                             |
| 0042                       | Пабло-Сидар (исп. Pablo L. Sidar) 15°49′49″ с. ш. 92°16′47″ з. д.                      | 2829                             | 3070                             | 3346                             |
| 0094                       | Уньон-Буэнависта (исп. Unión Buenavista) 15°47′40″ с. ш. 92°32′42″ з. д.               | 1448                             | 1600                             | 1630                             |
| 0027                       | Ласаро-Карденас (исп. Lázaro Cárdenas) 15°43′02″ с. ш. 92°15′19″ з. д.                 | 1286                             | 1321                             | 1482                             |
| 0037                       | Нуэва-Америка (исп. Nueva América) 15°55′23″ с. ш. 92°18′19″ з. д.                     | 664                              | 1057                             | 1124                             |
| 0054                       | Пьедра-Лабрада (исп. Piedra Labrada) 15°40′56″ с. ш. 92°18′17″ з. д.                   | 1069                             | 1115                             | 1007                             |
| 0104                       | Гресия (исп. Grecia) 15°48′13″ с. ш. 92°24′30″ з. д.                                   | 477                              | 758                              | 958                              |
| —                          | Прочие                                                                                 | 15460                            | 16656                            | 20155                            |
| Названия на карте Генштаба |                                                                                        |                                  |                                  |                                  |

## Экономическая деятельность
По статистическим данным 2000 года, работоспособное население занято по секторам экономики в следующих пропорциях:
- сельское хозяйство, скотоводство и рыбная ловля — 74,5 %;
- промышленность и строительство — 6,5 %;
- торговля, сферы услуг и туризма — 17,2 %;
- безработные — 1,8 %.

#### Сельское хозяйство
Основные выращиваемые культуры: кукуруза, бобы и кофе.

#### Лесное хозяйство
Производится заготовка древесины, таких пород, как: испанский кедр, орех, ясень и сосна.

#### Услуги
Предоставляются услуги гостиницы, банка, ресторанов и сервисного гаража.

## Инфраструктура
По статистическим данным 2020 года, инфраструктура развита следующим образом:
- электрификация: 98 %;
- водоснабжение: 26,8 %;
- водоотведение: 95,2 %.

## Туризм
Основные достопримечательности:
- Археологические раскопки, вблизи Пьедра-Лабрада.
- Муниципалитет расположен между реками Яйауитла и Тачинула, где открываются великолепные природные пейзажи.